# Covariabele
Een covariabele (Engels: covariate) is een variabele die wordt meegenomen in statistisch onderzoek omdat deze van invloed is op de afhankelijke variabele (uitkomst). Het is een extra (secundaire) onafhankelijke variabele of predictor die moet worden meegenomen om bijvoorbeeld te corrigeren voor de storende invloed ervan. Het hoeft niet per se een verstorende factor te zijn; het kan ook een variabele zijn waarvoor men wilt controleren om het model preciezer te maken. 
Een covariabele kan van alles zijn: leeftijd, geslacht, BMI, enzovoort.
Bij bepaalde ordinatietechnieken (de zogenaamde partiële ordinatie) en andere multivariate statistische methoden kan het effect van dergelijke variabelen (rekentechnisch) worden verwijderd.
Afhankelijk van het vakgebied kunnen andere termen of betekenissen worden toegekend.